# Tàutal
Tàutal o també Tàntal (en llatí Tautalus o Tantalus, en grec antic Τάνταλος) era un general lusità.
Va ser el general que va succeir en la direcció dels combatents lusitans a Viriat, després que aquest fos assassinat. No va tardar a sotmetre's al romà Quint Servili Cepió. Diodor de Sicília l'anomena Tàntam (Tantamus). També en parla Apià.